# Robert Anderson Van Wyck

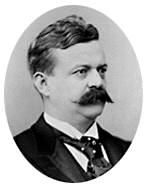
Robert Anderson Van Wyck

Robert Anderson Van Wyck (* 20. Juli 1849 in New York City; † 14. November 1918 in Paris) war ein US-amerikanischer Jurist und der erste Bürgermeister von New York City nach Zusammenlegung der fünf Boroughs im Jahr 1898.

## Frühe Jahre
Robert Anderson Van Wyck wurde 1849 auf dem Anwesen seiner Familie als Sohn des Anwalts William Van Wyck geboren; sein jüngerer Bruder Augustus schlug ebenfalls eine Laufbahn als Jurist und Politiker ein. Im Alter von etwa zehn Jahren brach er seine schulische Ausbildung zunächst ab und verdiente sich sein Geld als Botenjunge. Nachdem er im Anschluss für fünf Jahre in einem Geschäft in der Stadt gearbeitet hatte, nahm er seine Ausbildung wieder auf und konnte 1872 erfolgreich sein Rechtswissenschaftsstudium am Columbia College der Columbia University absolvieren. Nach seiner Zulassung als Anwalt im gleichen Jahr begann er in diesem Beruf zu arbeiten.

## Politische Karriere

### Tammany Hall
Neben seiner Anwaltstätigkeit kam Van Wyck schnell in Kontakt mit der Tammany Hall, wo er – nach einer zwischenzeitlichen Abwendung von der Organisation wegen Differenzen mit John Kelly – schnell an Popularität gewann. 1889 wurde er schließlich Richter im City Court in New York und wurde sechs Jahre später zum Chief Justice gewählt. 1897 legte er dieses Amt jedoch nieder, um sich als demokratischer Kandidat der Wahl zum Bürgermeister der Stadt zu stellen, die er mit einer Mehrheit von mehr als 86.000 Stimmen gewann. Bei der Übernahme der Amtsgeschäfte fanden keine Feierlichkeiten statt und Van Wyck hielt ungewöhnlicherweise keine Rede.

### Bürgermeister von New York
Die Politik in seiner Amtszeit zwischen 1898 und 1901 kann als umstritten angesehen werden, da sich Van Wyck als Angehöriger der Tammany Hall deren Politik diktieren ließ, ohne selbst aktiv zu werden. So musste er sich beispielsweise rechtfertigen, inwiefern er bei der Besetzung der Ämter unter dem Einfluss des Tammany-Hall-Führers Richard Croker stand. Zunächst bei den Bürgern beliebt, weil er ungeliebte Reformen seiner Vorgänger rückgängig machte und zum Beispiel den ersten Spatenstich zum Bau der New Yorker U-Bahn tätigte, ging seine politische Karriere am so genannten Ice-Trust-Skandal zu Grunde.
Der 1899 neu gegründete Trust der American Ice Company plante, die Preise für Eis für Geschäftskunden von 0,15 $ auf 0,25 $ pro 100 Pfund und für Privatabnehmer sogar von 0,25 $ auf 0,65 $ zu erhöhen. Da die American Ice Company der alleinige Zulieferer von Eis in New York City war, führte dies zu großem öffentlichen Widerstand, da Eis zu dieser Zeit das einzige Mittel war, Lebensmittel und Medikamente frisch zu halten. Im Zuge der Untersuchungen rund um den Skandal wurde deutlich, dass Tammany-Hall-Angehörige Anteilseigner des Trusts waren. In einer im Juni 1900 veröffentlichten Liste war auch Bürgermeister Van Wyck als Besitzer von Aktien im Wert von etwa 680.000 $ verzeichnet. Hinzu kam, dass Van Wyck durch das Ablehnen eines Gesetzesentwurfs dafür gesorgt hatte, dass kein anderes Eisunternehmen im Hafen New Yorks einlaufen durfte. Theodore Roosevelt, der Gouverneur New Yorks, enthob Van Wyck nicht seines Amtes, sondern forderte stattdessen eine Stärkung der Antitrustgesetzgebung. Bei der nächsten Wahl zum Bürgermeister im Jahr 1901 gewann schließlich Seth Low mit einer Mehrheit von über 33.000 Stimmen.

## Alter und Tod
Nach seiner Amtszeit beendete Van Wyck seine politische Karriere. Er heiratete Kate E. Hertle und zog nach Paris, wo er am 14. November 1918 verstarb.

## Trivia
Nach ihm ist die Wyck-Insel in der Antarktis benannt, ferner weite Teile der in New York City sehr wichtigen Interstate 678, der Van Wyck Expressway.